# Euronext Lisbon
Euronext Lisbon — биржа, образованная в 2002 году путём приобретения биржей Euronext акций Португальской фондовой биржи, которая стала полноправным членом первой панъевропейской биржи, сменив при этом название. Время проведения торгов: с 9 часов утра до 17 часов 30 минут вечера, с понедельника по пятницу включительно.